# Lepidium ecklonii
Lepidium ecklonii är en korsblommig växtart som beskrevs av Heinrich Adolph Schrader. Lepidium ecklonii ingår i släktet krassingar, och familjen korsblommiga växter. Inga underarter finns listade i Catalogue of Life.